# I segreti di Richard Kenworthy
I segreti di Richard Kenworthy (The Secrets of Sir Richard Kenworthy) è un romanzo della scrittrice americana Julia Quinn pubblicato nel 2015. Il romanzo appartiene alla saga nota come Quartetto Smythe-Smith.

## Trama
Con meno di un mese a disposizione per trovare una sposa, Sir Richard Kenworthy si trova improvvisamente attratto da Iris Smythe-Smith, una giovane donna che, nonostante il suo aspetto modesto e quasi inosservato durante le consuete esibizioni della famiglia Smythe-Smith, nasconde in sé una forza interiore e un fascino inaspettato. Durante una tradizionale serata musicale, Richard riconosce in Iris la candidata ideale, e tra sospetti, malintesi e il superamento delle prime impressioni, i due intraprendono un percorso in cui la diffidenza iniziale si trasforma lentamente in un sentimento profondo e sorprendente.

## Edizioni
Julia Quinn, I segreti di Richard Kenworthy. The Smythe-Smith Quartet (Vol. 4), Mondadori, 2023, ISBN 9788835728146.